# Mieczyslaw Halka Ledóchowski
Conde Mieczyslaw Halka Ledóchowski (Gorki, condado de Sandomierz, Polonia del Congreso 2 de octubre de 1822- Roma, Reino de Italia, 22 de julio de 1902) Diplomático y prelado polaco, el cual sirvió a la santa sede como legado papal en Sudamérica, especialmente en lo que es actualmente Colombia. Así mismo, tiene parentesco con el superior de la compañía de Jesús, Włodzimierz Ledóchowski y la Beata María Teresa Ledochowska (al ser tío de ambos). 

## Primeros años e inicio de su carrera eclesiástica.
Nacido en una familia de la aristocracia polaca, fue educado primero en Radom, y con posterioridad enviado a Varsovia a iniciar sus estudios religiosos en el seminario de la ciudad. Luego de esto, se dirigiría a Roma, en donde cursaría su doctorado en Teología en la Pontificia Universidad Gregoriana, además de derecho canónico en la Pontificia Academia Eclesiástica de Nobles. Después de su ordenación se une al cuerpo diplomático pontificio desempeñando sus primeras funciones en Lisboa como auditor. 

## Legado papal en Colombia.
Para 1857 es nombrado Legado papal para la  Nueva Granada (actual Colombia), Ecuador, Venezuela, Perú y Bolivia, con sede en Bogotá y acreditado ante el gobierno de Manuel María Mallarino. Durante este periodo de tiempo, trabaja de manera incesante por establecer y reestructurar el trabajo misional en los Llanos Orientales, el cual estaba en condiciones profundamente precarias, consiguiendo que tres sacerdotes redentoristas se dirijan a atender las misiones en Casanare. Sin embargo, al poco tiempo dos de estos tres misioneros fallecen debido a las vicisitudes de la llanura colombiana, y el tercero sobreviviente es llevado a Bogotá en donde termina trabajando en la legación pontificia.
Sin embargo, debido a una serie de problemas y fraudes de su secretario privado, el cual se había fugado primero a Francia, y después al Perú con una considerable suma de dinero, lo ponen en el punto de mira de las autoridades. Por otra parte, el caos derivado de la guerra civil entre Tomás Cipriano de Mosquera y el gobierno de Mariano Ospina Rodríguez despiertan una profunda preocupación en el diplomático papal, preocupación que se torna válida después de que Mosquera lo expulsara en 1861 junto al resto del personal diplomático de la legación pontificia, saliendo del país desde Cartagena, y regresando a Europa via Jamaica. Las relaciones diplomáticas entre Colombia y la Santa Sede no se normalizarian sino hasta 1889, con el gobierno de Rafael Núñez.

## Regreso a Europa.
A su regreso, inicia una serie de reclamaciones hacia el gobierno de los Estados Unidos de Colombia, dirigidos por Mosquera, debido a los perjuicios derivados de su expulsión, en especial reclamando los fondos que el gobierno precedente a Mosquera había entregado a las misiones en Casanare. Sin embargo, el gobierno de Mosquera había sacado de circulación los depósitos relacionados con estas contribuciones. Las reclamaciones hechas a través de la legación francesa en Bogotá son completamente desoidas en este asunto.
Posteriormente, sería consagrado obispo titular de Tebas, y enviado a la nunciatura apostólica en Bélgica.

## Primado de Polonia
Para el año de 1864 regresa a Polonia, en donde es nombrado arzobispo coadjutor con derecho a sucesión de Poznan y Gniezno, la cual está a cargo del ya anciano Leon Michal von Przyluski. Al año siguiente fallece, tomando posesión de la sede arzobispal en enero de 1866 y así mismo el título de "primado de Polonia". Durante este periodo, por mandato papal es enviado a Versalles a reunirse con el Kaiser Guillermo I Solicitando su ayuda para la recuperación de los estados pontificios, sin ningún tipo de éxito.

### El proceso delKulturkampf
Es en este contexto en el cual el gobierno imperial alemán, dirigido por el príncipe Otto von Bismarck, canciller imperial y prácticamente el rector principal de la política alemana implementa la política del Kulturkampf, para contrarrestar la excesiva influencia del clero católico en los territorios de Poznania y Prusia Oriental.Ledochówski sería el principal afectado, debido a sus reiteradas denuncias por la interferencia cada vez mayor del gobierno imperial en asuntos internos de la iglesia en la región de Posnania, en especial con respecto a la obligatoriedad del uso del alemán, en vez del polaco, en los seminarios e instituciones educativas manejadas por la iglesia católica.
Todo esto llega a un punto tal de tensión, que el 3 de febrero de 1874 es puesto bajo arresto, y llevado a la prisión de Ostrów Wielkopolski. Durante ese periodo de tiempo el papa Pio IX le concede el capelo cardenalicio, lo cual enfurece aun más a las autoridades imperiales alemanas, siendo solamente liberado en 1876 bajo la condición estricta de nunca regresar a Posnania.

## De regreso a Roma y últimos años.
Ya en Roma, toma posesión de su título cardenalicio, primero bajo el título de Santa María en Aracoeli, y con posterioridad con el título de San Lorenzo en Lucina, con dignidad de cardenal presbítero. Durante sus primeros años de estancia en Roma sigue gobernando su sede arzobispal a distancia, de manera clandestina a través de emisarios. Así mismo, participa en el Cónclave de 1878, en el cual resulta elegido Vincenzo Giaccochino Pecci, que tomaría el nombre de Leon XIII. De manera voluntaria, y para aligerar las tensiones existentes, renuncia a su sede en Poznan y Gniezno en 1885, y en compensación, el papa lo nombra primeramente Camarlengo, y más tarde prefecto de propaganda fide debido a su experiencia previa en Sudamérica. 
En 1893 se reúne con el emperador Guillermo II mientras este visitaba Roma, marcando un punto importante de reconciliación entre la Santa Sede y el Imperio Alemán. Posteriormente, fallecería en 1902 en su exilio romano. Sus funerales serían celebrados en la Iglesia de San Lorenzo in Lucina, su sede cardenalicia, para luego ser sepultado en el cementerio de Campo Verano. Ya en 1920, los restos del cardenal Ledochowski serían repatriados a la recientemente independizada Polonia, siendo sepultados en la catedral de Poznan.